# Дністер (парк, Біляївка)
Парк «Дністе́р» — парк-пам'ятка садово-паркового мистецтва місцевого значення в Україні. Розташований у Одеському районі Одеської області, у місті Біляївка, поруч зі станцією «Дністер», яка постачає питну воду Одесі. 
Площа парку 10 га. Створено 1900 року. Лісопарк закладений у 20-х роках ХХ століття. Територія заповідана в 1973 р. 
При в'їзді у сквер розташована старовинна арка, також є фонтанчик (не працює). 
У парку є обеліск-пам'ятник на честь 73 робітників водопровідної станції «Дністер», загиблих на фронтах Другої світової війни в 1941—1945 рр. (зведено у 1968 р.). 
Тут представлені вікові дерева, а також молоді дерева, висаджені у наші часи. Так, у 2016 році тут було висаджено декілька молодих дерев, які належать до виду Катальпа бігнонієподібна. На території парку розташований інформаційно-туристичний візит-центр «Дністер» та музей водопровідної станції «Дністер». 
Парк «Дністер» межує з Нижньодністровським національним природним парком. Парк є улюбленим місцем відпочинку жителів міста Біляївки. 

## Історія створення
Історія створення парку тісно пов'язана з історією будівництва водоочисної станції «Дністер». З першого року роботи станції значна увага приділялась її санітарному стану. Була створена служба озеленення станції, яка складалась із садівника і чотирьох жінок-робітниць. Вони почали посадку дерев, кущів і квітів. Першими були посаджені верби, тополі, дуби. У 1900 році станцію обгородили і по обидві сторони огорожі посадили платани, хвойні дерева. З роками станція розширювалась, збільшувалась площа зелених насаджень, а також кількість робітників, які садили дерева і опікувались ними. У 20-х роках XX століття вздовж огорожі станції із зовнішньої сторони був закладений лісопарк як санітарна зона. Нині довжина парку становить 740 м, а ширина — 230 м. Переважними породами в парку є сосна кримська, в'яз гладкий, софора японська, платан західний, верба, тополя Білле, ясен, акація біла, ялина звичайна, дуб. Рідше можна зустріти липу, яблуню, горіх, грушу. Всього в парку зростає 38 видів дерев та кущів. 
Головне завдання парку — збереження і відновлення природних комплексів, рослинного розмаїття. Однак, він також несе ряд інших важливих функцій: є місцем масового відпочинку населення, може використовуватись для проведення екскурсій школярів, для проведення науково-дослідних робіт. Наразі парк є у комунальній власності міста Біляївки.

## Історія вивчення
Величезний внесок в інвентаризацію флори та фауни парку «Дністер» внесла вчитель біології Біляївської ЗОШ № 1 Каширіна Олена Степанівна зі своїми вихованцями. У своїх багаторічних дослідженнях О. С. Каширіна особливу увагу приділяла опису вікових дерев, що ростуть у парку. На базі цієї фундаментальної праці був підготовлений звіт щодо благоустрою парку, який був зроблений на замовлення Біляївської міської ради

## Інформаційно-туристичний візит-центр «Дністер»
У 2010 році в парку був урочисто відкритий інформаційно-туристичного візит-центр «Дністер». Цей проект реалізовувався в рамках євроінтеграції України у сфері розвитку зеленого та сільського туризму. Будівля візит-центру споруджувалася цілком за кошти Європейського союзу та наразі передана до комунальної власності міста Біляївки.

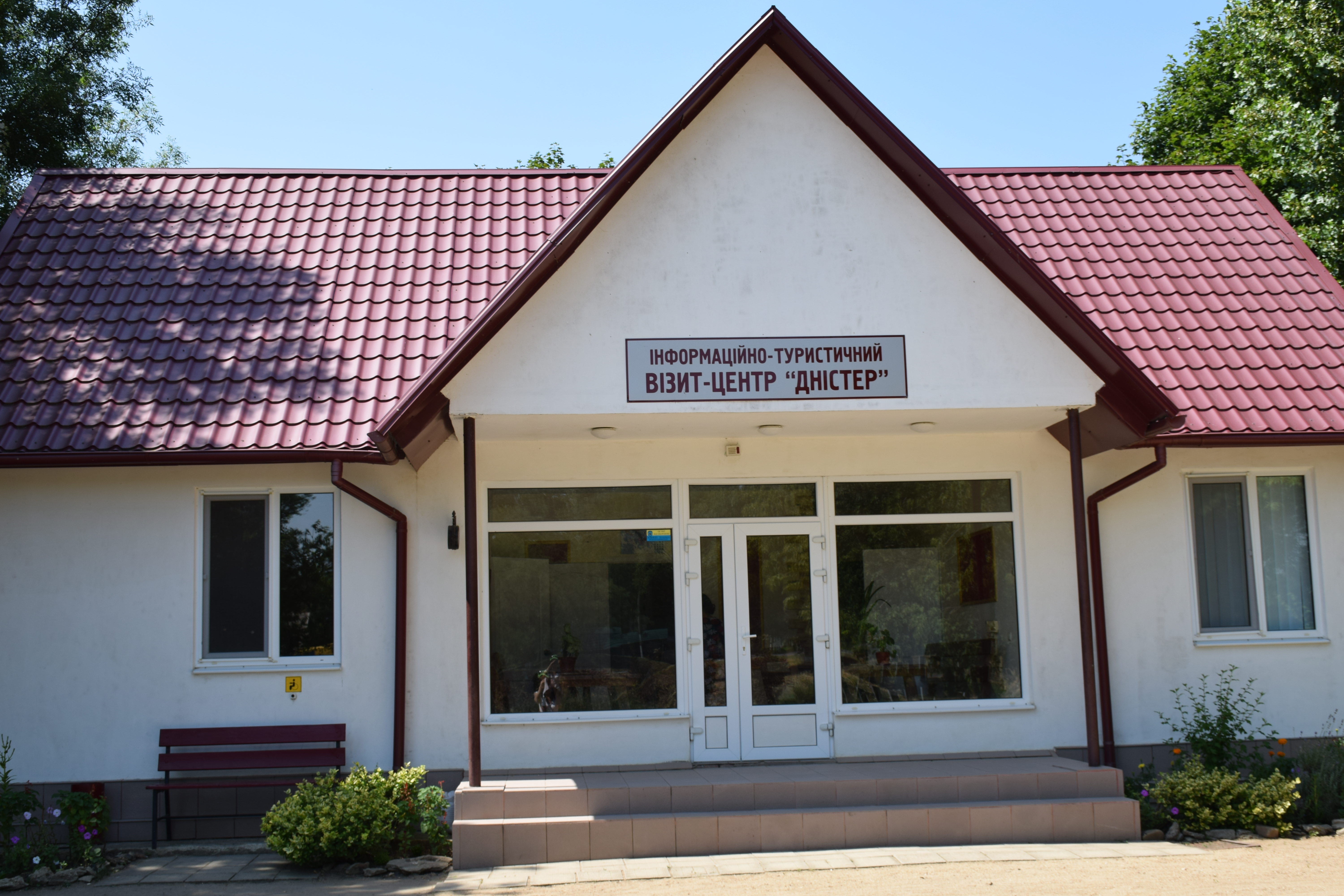
Інформаційно-туристичний візит-центр «Дністер»

## Галерея
|  |
|  |

|                |
| Фонтан у парку |

|  |
|  |

|  |
|  |

|  |
|  |

|  |
|  |

|  |
|  |

|  |
|  |

|                            |
| Гілка жовтої аличі у парку |

|                          |
| Пам'ятник співробітникам |